# David and Goliath (film 1908)
David and Goliath è un cortometraggio muto del 1908 diretto da Sidney Olcott.

## Produzione
Il film fu prodotto dalla Kalem Company.

## Distribuzione
Distribuito dalla Kalem Company, il film - un cortometraggio in due bobine - uscì nelle sale cinematografiche USA il 7 novembre 1908.